# Wasil Rusak

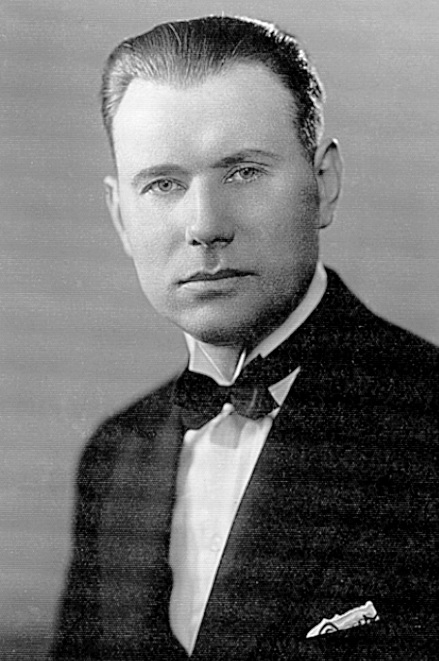

Wasil Rusak, biał. Васіль Русак (ur. 4 kwietnia 1896 r. w rejonie Słucka w Rosji, zm. 23 sierpnia 1954 w ZSRR) – białoruski publicysta, wydawca, działacz narodowy i społeczno-kulturalny.
Od 1915 r. brał udział w I wojnie światowej w szeregach armii rosyjskiej jako młodszy oficer. Po rewolucji lutowej 1917 r. został przewodniczącym białoruskiej rady żołnierskiej Frontu Północnego. Wstąpił do Białoruskiej Socjalistycznej Hramady. W grudniu 1917 r. uczestniczył w Witebsku w białoruskim zjeździe wojskowym, a następnie Kongresie Wszechbiałoruskim w Mińsku. Na początku 1918 r. pracował w komitecie białoruskim w Orszy, po czym powrócił w rodzinne strony, gdzie został członkiem organizacji kulturalnej „Папараць-Кветка”. W maju tego roku wstąpił do Białoruskiej Partii Socjalistów-Rewolucjonistów (białoruskich eserów), zostając członkiem jej Komitetu Centralnego. Jesienią z tego powodu został aresztowany przez Niemców. W grudniu współorganizował Związek Obrony Kraju. Po zajęciu Słucczyzny przez bolszewików pracował w wojskowych urzędach powiatu. Jednocześnie prowadził nielegalną działalność narodowo-kulturalną, za co został w marcu 1919 r. aresztowany przez Sowietów. Wkrótce wypuszczono go na wolność pod zakład 3 tys. rubli zebranych przez okolicznych chłopów. Latem 1919 r. ukrywał się w różnych wsiach. Podczas wojny polsko-bolszewickiej prowadził konspiracyjną działalność antypolską. Działał w Białoruskim Komitecie Narodowym w Słucku. Kierował białoruskim chórem zorganizowanym przez organizację „Папараць-Кветкі” i objeżdżał powiat ze spektaklami teatralnymi, występując w nich pod pseudonimem „Базыль Карусь”. Po powrocie bolszewików na Słucczyznę w lipcu 1920 r., został zmobilizowany do wojska bolszewickiego. Odbywał służbę wojskową w Słucku. W listopadzie tego roku został wybrany do składu prezydium Białoruskiej Rady Słucczyzny, która sprawowała polityczne zwierzchnictwo nad powstaniem słuckim. Uczestniczył w walkach jako komisarz 2 hrozauskiego pułku I Brygady Słuckiej. Po niepowodzeniu powstania i przejściu resztek wojsk powstańczych na terytorium Polski w grudniu 1920 r., prowadził nielegalną agitację narodową wśród białoruskich chłopów w powiecie baranowickim i utrzymywał kontakty z białoruską partyzantką. W 1921 r. był instruktorem w Białoruskiej Komisji Wojskowej. Zagrożony aresztowaniem przez polskie władze w maju 1922 r. wyjechał do Kowna, gdzie – przy pomocy Litwinów – zajął się organizacją oddziałów partyzanckich do walki z Polakami. Pod koniec 1922 r. zamieszkał w Pradze, rozpoczynając wiosną 1923 r. studia rolnicze na politechnice. Jednocześnie udzielał się w białoruskich organizacjach emigracyjnych. Był członkiem zagranicznej grupy białoruskich eserów i kulturalno-oświatowego towarzystwa im. Franciszka Skaryny, należał do kierownictwa Stowarzyszenia Białoruskich Organizacji Studenckich. Pisał artykuły do kilku pism, m.in. gazety „Перавясла”. W 1928 r. ukończył studia. W 1931 r. współtworzył praski Białoruski Komitet Narodowy, który z jego inicjatywy wysłał do Ligi Narodów memoranda w sprawie obrony narodowych i chłopskich praw narodu białoruskiego. Od 1934 r. wspierał wydawanie pisma „Іскры Скарыны” i książek białoruskich pisarzy. W 1936 r. wraz z ukraińskimi emigrantami zorganizował wspólny festiwal pieśni ludowych. Na początku 1939 r. wydał po niemiecku broszurę „Bielarus - Weissruthenien” z etnograficzną mapą Białorusi. Po zakończeniu wojny został 2 czerwca 1945 r. w Pradze aresztowany przez sowieckich funkcjonariuszy Smiersza i deportowany do ZSRR. Po procesie 29 lipca 1946 r. w Mińsku skazano go na karę 10 lat łagru. 